# As-tu déjà parlé à un arbre ?
Albums de Antoine Tomé
Romantik tubes, volume 0
(2011) Windtalker
(2016)
As-tu déjà parlé à un arbre ? est un EP d'Antoine Tomé commercialisé en 2014.

## Liste des pistes
Tous les titres sont écrits et composés par Antoine Tomé. Il signe également les arrangements de la cinquième piste tandis que les arrangements des quatre premières sont d'Eddy Pero. La chanson éponyme de l'EP est un réenregistrement d'une chanson de l'album Tous les murs de la ville paru en 1984, et a fait l'objet d'un clip en 2015.
| No | Titre                                  | Durée |
| -- | -------------------------------------- | ----- |
| 1. | As-tu déjà parlé à un arbre ?          | 3:17  |
| 2. | Oléyélo Sarambo                        | 2:53  |
| 3. | Où sont passées les chansons d'amour ? | 3:10  |
| 4. | Qu'est c'que t'as ma louloute ?        | 3:34  |
| 5. | Merdamor Meurdamour                    | 3:29  |

## Musiciens
- Antoine Tomé : chant, tricardon
- Eddy Pero : piano, guitare basse, percussions, chœurs, guitares (sauf piste 5)
- Gilbert Brazzam : guitares (piste 5)
- Natenko : chœurs féminins (piste 5)